# Tournoi de clôture du championnat de Bolivie de football 2017
Navigation
Tournoi précédent Tournoi suivant
Le tournoi Clausura de la saison 2017 du Championnat de Bolivie de football est le troisième tournoi semestriel de la quarante-troisième édition du championnat de première division en Bolivie. Les douze équipes engagées s'affrontent deux fois en cours de saison, à domicile et à l'extérieur. Un classement cumulé est effectué en additionnant les points obtenus lors des trois tournois de la saison (Apertura, Transicion et Clausura); du fait de l'extension du championnat à 14 équipes, le dernier dispute un barrage face au vice-champion de deuxième division. 
C'est le Club Bolívar, tenant du titre, qui remporte à nouveau le tournoi après avoir terminé en tête du classement final, avec quatre points d'avance sur The Strongest La Paz et sept sur le CD Jorge Wilstermann. C'est le vingt-deuxième titre de champion de Bolivie de l'histoire du club.

## Qualifications continentales
Le vainqueur du tournoi Clausura est qualifié pour la Copa Libertadores 2018.

## Les clubs participants
- Nacional Potosi
- Club Deportivo Guabirá
- Oriente Petrolero
- Club Bolívar
- Club Blooming
- Universitario de Sucre
- Club Deportivo San José
- Real Potosí
- Club Petrolero
- The Strongest La Paz
- CD Jorge Wilstermann
- Sport Boys Warnes

## Compétition
Le barème utilisé pour établir le classement est le suivant :
- Victoire : 3 points
- Match nul : 1 point
- Défaite : 0 point

### Classement
| Rang | Équipe                  | Pts | J  | G  | N  | P  | Bp | Bc | Diff |
| ---- | ----------------------- | --- | -- | -- | -- | -- | -- | -- | ---- |
| 1    | Club BolívarT           | 44  | 22 | 13 | 5  | 4  | 35 | 26 | +9   |
| 2    | The Strongest           | 40  | 22 | 12 | 4  | 6  | 42 | 24 | +18  |
| 3    | CD Jorge Wilstermann -2 | 37  | 22 | 12 | 3  | 7  | 38 | 23 | +15  |
| 4    | Club Deportivo San José | 33  | 22 | 10 | 3  | 9  | 31 | 26 | +5   |
| 5    | Club Blooming           | 32  | 22 | 7  | 11 | 4  | 24 | 16 | +8   |
| 6    | Oriente Petrolero       | 28  | 22 | 7  | 7  | 8  | 28 | 30 | -2   |
| 7    | Club Deportivo Guabirá  | 28  | 22 | 8  | 4  | 10 | 29 | 32 | -3   |
| 8    | Club Petrolero          | 26  | 22 | 6  | 8  | 8  | 24 | 23 | +1   |
| 9    | Universitario de Sucre  | 26  | 22 | 7  | 5  | 10 | 26 | 34 | -8   |
| 10   | Real Potosí             | 25  | 22 | 7  | 4  | 11 | 21 | 36 | -15  |
| 11   | Sport Boys Warnes       | 23  | 22 | 6  | 5  | 11 | 24 | 41 | -17  |
| 12   | Nacional Potosí         | 21  | 22 | 6  | 3  | 13 | 25 | 36 | -11  |

|  | Qualification pour la Copa Libertadores 2018 |
|  | T : Tenant du titre                          |

- Club Bolívar (vainqueur du tournoi Adecuacion) et The Strongest (vainqueur du tournoi Clausura) sont déjà qualifiés pour la Copa Libertadores 2018, ce qui permet au CD Jorge Wilstermann d'obtenir son billet pour la compétition. Jorge Wilstermann reçoit une pénalité de 2 points après avoir aligné 5 joueurs étrangers lors de la rencontre de la 15e journée face au Club Bolívar.

### Matchs
| Résultats (▼dom., ►ext.) | BLO | BOL | GUA | WIL | NAC | OPE | CPE | RPO | SJO | SBO | STR | UNI |
| Club Blooming            |     | 1-2 | 2-2 | 1-0 | 4-2 | 2-2 | 1-0 | 0-0 | 2-0 | 2-0 | 0-0 | 4-0 |
| Club Bolívar             | 2-0 |     | 3-0 | 1-1 | 3-1 | 1-1 | 2-0 | 1-0 | 2-1 | 2-0 | 0-0 | 1-2 |
| Club Deportivo Guabirá   | 0-0 | 3-0 |     | 0-1 | 4-0 | 1-0 | 2-1 | 3-0 | 3-1 | 0-2 | 2-0 | 2-1 |
| CD Jorge Wilstermann     | 0-0 | 2-2 | 3-0 |     | 2-1 | 2-0 | 1-1 | 2-0 | 1-0 | 3-1 | 1-2 | 3-0 |
| Nacional Potosí          | 0-0 | 1-1 | 2-1 | 2-0 |     | 0-0 | 2-0 | 0-1 | 3-1 | 3-2 | 1-2 | 2-3 |
| Oriente Petrolero        | 0-0 | 5-1 | 3-1 | 2-1 | 2-0 |     | 2-2 | 3-1 | 1-2 | 2-3 | 1-1 | 1-0 |
| Club Petrolero           | 1-1 | 2-0 | 4-3 | 1-3 | 0-1 | 3-0 |     | 0-0 | 1-0 | 0-0 | 0-1 | 2-0 |
| Real Potosí              | 2-0 | 2-3 | 2-0 | 2-5 | 2-1 | 1-0 | 1-1 |     | 1-2 | 2-1 | 1-2 | 1-1 |
| Club Deportivo San José  | 1-1 | 1-1 | 2-0 | 3-1 | 1-0 | 1-2 | 1-0 | 3-0 |     | 1-2 | 4-0 | 4-3 |
| Sport Boys Warnes        | 1-1 | 1-3 | 1-1 | 1-0 | 3-2 | 1-1 | 1-4 | 0-1 | 1-0 |     | 1-5 | 1-1 |
| The Strongest            | 1-0 | 1-2 | 3-0 | 1-2 | 2-1 | 5-0 | 1-1 | 6-0 | 1-2 | 5-1 |     | 3-2 |
| Universitario de Sucre   | 0-2 | 1-2 | 1-1 | 2-4 | 2-0 | 1-0 | 0-0 | 2-1 | 0-0 | 2-0 | 2-0 |     |

### Classement cumulé
Le classement cumulé, outre la place de barragiste, déterminé également le quatrième qualifié pour la Copa Libertadores 2018 et les quatre clubs engagés en Copa Sudamericana 2018.
| Rang | Équipe                  | Pts | J  | G  | N  | P  | Bp  | Bc  | Diff |
| ---- | ----------------------- | --- | -- | -- | -- | -- | --- | --- | ---- |
| 1    | Club BolívarAd Cl       | 143 | 66 | 44 | 11 | 11 | 140 | 63  | +77  |
| 2    | The StrongestAp         | 130 | 66 | 39 | 13 | 14 | 133 | 67  | +66  |
| 3    | Oriente Petrolero       | 99  | 66 | 28 | 15 | 23 | 93  | 93  | 0    |
| 4    | Club Blooming           | 95  | 66 | 26 | 17 | 23 | 87  | 91  | -4   |
| 5    | CD Jorge Wilstermann -2 | 89  | 66 | 26 | 13 | 27 | 92  | 91  | +1   |
| 6    | Club Deportivo Guabirá  | 87  | 66 | 26 | 9  | 31 | 100 | 105 | -5   |
| 7    | Club Deportivo San José | 85  | 66 | 24 | 10 | 29 | 93  | 100 | -7   |
| 8    | Nacional Potosí         | 82  | 66 | 24 | 10 | 32 | 103 | 118 | -15  |
| 9    | Real Potosí             | 81  | 66 | 24 | 9  | 33 | 84  | 116 | -32  |
| 10   | Sport Boys Warnes       | 77  | 66 | 20 | 17 | 29 | 92  | 122 | -30  |
| 11   | Club Petrolero          | 69  | 66 | 17 | 18 | 31 | 80  | 93  | -13  |
| 12   | Universitario de Sucre  | 69  | 66 | 18 | 15 | 33 | 74  | 113 | -39  |

|  | Qualification pour la Copa Libertadores 2018 (vainqueur d'un tournoi)                                                          |
|  | Qualification pour la Copa Libertadores 2018 (classement cumulé)                                                               |
|  | Qualification pour la Copa Sudamericana 2018                                                                                   |
|  | Participation au barrage de relégation                                                                                         |
|  | T : Tenant du titre Ap : Vainqueur du tournoi Apertura Ad : Vainqueur du tournoi Adecuacion Cl : Vainqueur du tournoi Clausura |

### Barrage de relégation
Club Petrolero et Universitario de Sucre ayant terminé à égalité à la 11e place du classement cumulé, les deux formations doivent disputer un match d'appui pour déterminer le club participant au barrage de promotion-relégation.
| 20 décembre 2017 | Club Petrolero | 0 - 1 | Universitario de Sucre | Cochabamba |  |
|                  |                |       |                        |            |  |

### Barrage de promotion-relégation
| Équipe 1       | Résultat | Équipe 2                   | Aller | Retour |
| -------------- | -------- | -------------------------- | ----- | ------ |
| Club Petrolero | 1 - 4    | (D2) Destroyers Santa Cruz | 0 - 3 | 1 - 1  |

- Destroyers Santa Cruz prend la place du Club Petrolero en première division.

## Bilan de la saison
| Championnat de Bolivie de football 2017 |                          |
| Champion                                | Club Bolívar (22e titre) |
| Qualifications continentales            |                          |
| Copa Libertadores 2018                  | CD Jorge Wilstermann     |
| Copa Libertadores 2018                  | Oriente Petrolero        |
| Copa Sudamericana 2018                  | Club Blooming            |
| Copa Sudamericana 2018                  | Club Deportivo Guabirá   |
| Copa Sudamericana 2018                  | Club Deportivo San José  |
| Copa Sudamericana 2018                  | Nacional Potosí          |
| Promotions et relégations               |                          |
| Promus en Primera A                     | Club Aurora              |
| Promus en Primera A                     | Royal Pari FC            |
| Promus en Primera A                     | Destroyers Santa Cruz    |
| Relégués en Torneo Simon Bolívar        | Club Petrolero           |